# 날아라 원더공주
《날아라 원더공주》는 한국에서 제작된 김청기 감독의 1978년 애니메이션 영화이다. 유현목 등이 제작에 참여하였다.

## 스태프
- 제작: 유현목
- 기획: 김춘근
- 각본: 윤석훈
- 구성: 조항리
- 원화: 김승태, 김흥선, 최용규, 정은정
- 동화: 마현덕, 박건숙, 이의구, 박혜영, 이현찬
- 선화: 조금숙, 김동분, 한상희, 박신애
- 채화: 최희숙, 김명순, 김양숙, 전미혜, 송순희, 조귀영
- 배경: 강세건, 정경숙, 경필중
- 그림효과: 이유성
- 촬영감독: 이성휘
- 촬영보: 박미숙, 이의구
- 음악: 최창권
- 노래 (독창): 박명호
- 노래 (합창): 미리내
- 녹음담당: 김성찬
- 특수음향: 김벌래
- 효과: 손효식
- 편집: 김창순
- 제작진행: 김춘범
- 녹음: 한양 녹음실
- 현상: 한국 천연색 현상소
- 감독: 김청기
- 목소리 출연 : 원더공주 최방란 강중령 한규희

## 같이 보기
- 원더우먼
- 날으는 원더우먼
- 히어로 써클